# Nemes-Lampérth József
Nemes-Lampérth József (Budapest, 1891. szeptember 13.  – Sátoraljaújhely, 1924. május 19.) magyar festő és grafikus. A 20. század elején a magyar avantgárd egyik legeredetibb egyénisége.

## Neve
Családneve eredetileg Lampérth, a Nemes előnevet művésznévként ő maga vette fel. Kötőjellel és anélkül is szerepel a különböző forrásokban.

## Életpályája

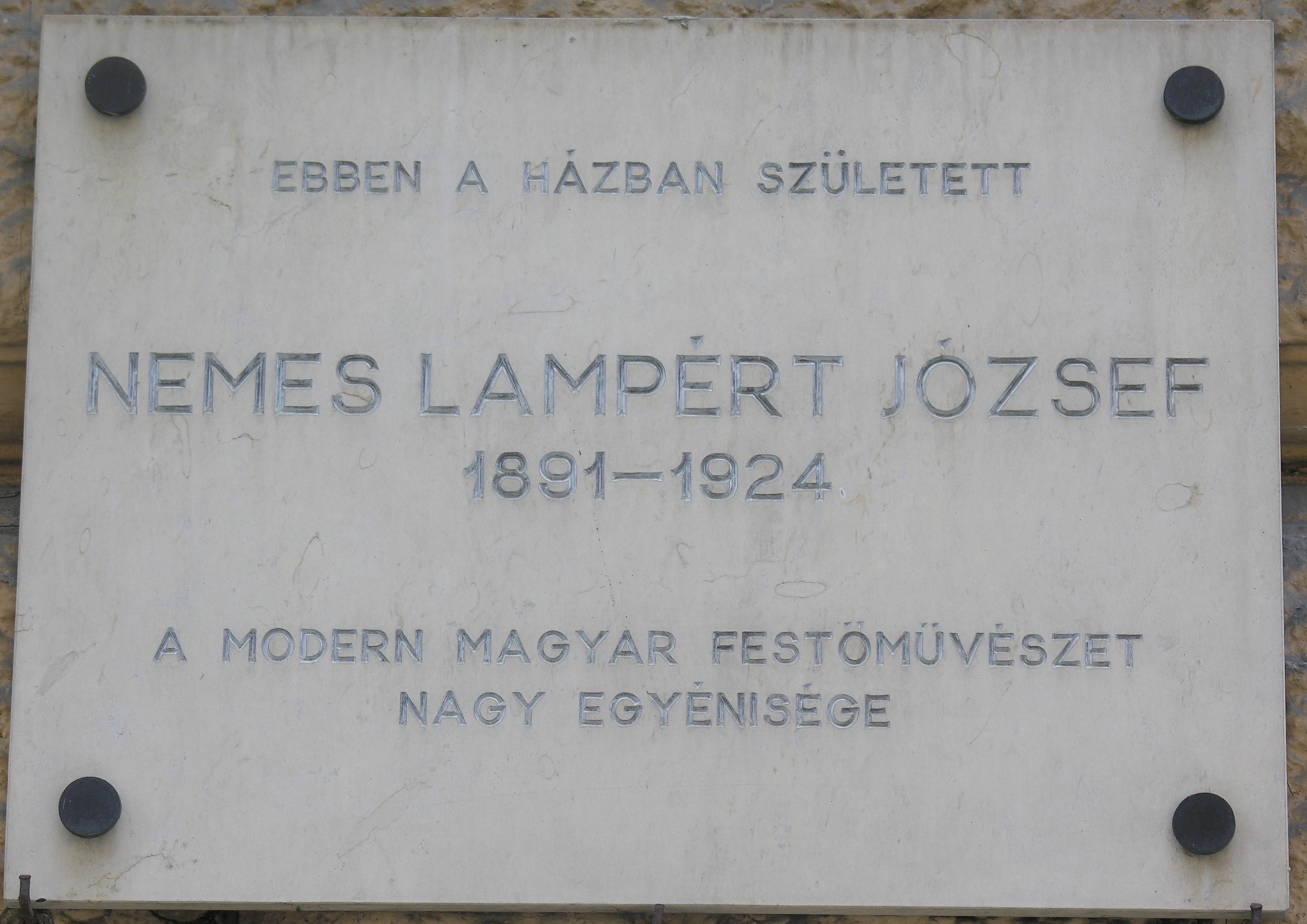
Nemes-Lampérth József emléktáblája szülőhelyén, az Alkotmány utca 9-11. szám alatt

A budapesti iparművészeti iskolában Vesztróczy Manónál, majd a Képzőművészeti Főiskolán Bosznai Istvánnál és Zemplényi Tivadarnál tanult, de naturalista és akadémikus stílusuk nem elégítette ki Nemes Lampérth ízlésvilágát, így először a Nagybányai művésztelepre ment festeni, majd 1913-ban Párizsba.  Az első világháborúban szerzett sebesülése következtében bal keze megbénult, 1916-ban erre való tekintettel leszerelték.
Nagybányán és Párizsban alakította ki sajátos stílusát, amellyel a századelő magyar avantgárdjának egyik legeredetibb egyénisége lett. Erőteljes konstrukciójú képeit páratlan dinamizmus feszíti, tusrajzain a sötét-világos kontrasztjával, a szinte brutális anyagkezeléssel, széles ecsetvonások ritmusával formál teret. Stílusa rokon Cezanne, a fauves és a Die Brücke törekvéseivel. Festményeire, rajzaira egyre inkább felfigyeltek, egyre több rajzát közölte a Kassák Lajos által szerkesztett és kiadott Ma című folyóirat, ilyenformán Nemes Lampérth betagozódott a magyar aktivizmus híveinek körébe.
Nemes Lampérth a portré-, a táj-, és az aktfestésben egyaránt otthonosan mozgott, sőt csendéletei is vannak. 1917-ben részt vett a Fiatalok kiállításán a Nemzeti Szalonban, 1918-ban pedig a Ma III. demonstratív kiállításán. Mozgósító erejű plakátrajzaival 1919-ben a tanácskormány propagandáját segítette. Ismert Kmetty Jánossal közösen készített Be! című plakátja, amely a kommün fegyveres védelmére mozgósított.
A kommün alatt kinevezték a Proletár Képzőművészeti Tanműhely tanárává, a kommün bukása után letartóztatták, 1920-ban sikerült Berlinbe emigrálnia, ahol a Gurlitt-Galerie-ben nagy sikerű kiállítást rendezett. Ezen a kiállításon ismerkedett meg Alfred Gustav Ekström svéd mecénással, vele Svédországba utazott, s ott festett tovább, de hamarosan kiütközött idegbaja, erőteljes, szintetikusan egyszerűsítő szénrajzai egyre komorabbak lettek, átütött rajtuk a közelgő végzet.
Svédországban, majd Magyarországon került elmegyógyintézetbe, itthon halt meg a sátoraljaújhelyi elmegyógyintézetben. Mindvégig hagyták rajzolni, e tekintetben sokkal szerencsésebb volt, mint Munkácsy Mihály, akit élete utolsó négy évében megfosztottak orvosai művészete gyakorlásának lehetőségétől.

## Értékelés
Harminchárom életévéből alig több mint tíz évig, 1910-1922 között alkotott. 24 olajképet festett a tus-és ceruzarajzok mellett. Páratlanul intenzív, villanásszerű az életműve a magyar festészetben. Németh Lajos, a kiemelkedő művészettörténész írta róla: „Nemes-Lampérth piktúrája a századelő magyar avantgárd festészetének legeredetibb gyümölcse.”
Stílusában már 1912-ben a Városliget című képén megfigyelhető az a képessége, hogy erőteljes vonalak tömegével kompozíciót teremt, ugyanez jellemző utolsó, 1920-as Önarcképére és az 1922-es Egy férfi arcképe címűre. Ezzel a technikával készített további kiváló vázlatokat és szénrajzokat.
A magyar avantgárd, azon belül az aktivizmus robusztus tehetségű művésze volt, majd őt szorosan követte Uitz Béla. Nemes Lampérthnak a sors kevés időt hagyott a kifutáshoz, 32 éves korában meghalt, de még így is körülbelül 150 darab festmény és grafika maradt utána. Elborult elmével is világos pillanataiban kiváló grafikákat alkotott. A Magyar Nemzeti Galéria 1963-ban, majd 1992-ben rendezett műveiből gyűjteményes kiállítást.
2016 augusztus-szeptemberében a Kieselbach Galéria rendezte meg eddigi legteljesebb életmű-kiállítását 123 művel, ebből 22 olajfestménnyel. Ezeket a következő múzeumokból, intézményekből, valamint még további 12 magángyűjteményből kölcsönözték: Magyar Nemzeti Galéria, Kiscelli Múzeum, Petőfi Irodalmi Múzeum, Országos Széchényi Könyvtár, Janus Pannonius Múzeum (ezen belül a Modern Magyar Képtár), Rómer Flóris Művészeti és Történeti Múzeum, Győr, Dornyay Béla Múzeum, Salgótarján, Herman Ottó Múzeum, Szent István Király Múzeum, Székesfehérvár, Képző- és Iparművészeti Szakközépiskola, MTA Pszichiátriai Művészeti Gyűjtemény, Budapest, Savaria Múzeum, Szombathely, és az Antal-Lusztig Gyűjtemény.
Halálának centenáriumán „A festő és a múzeum” címmel időszaki kamarakiállítás nyílt a Magyar Nemzeti Galériában.

## Galéria

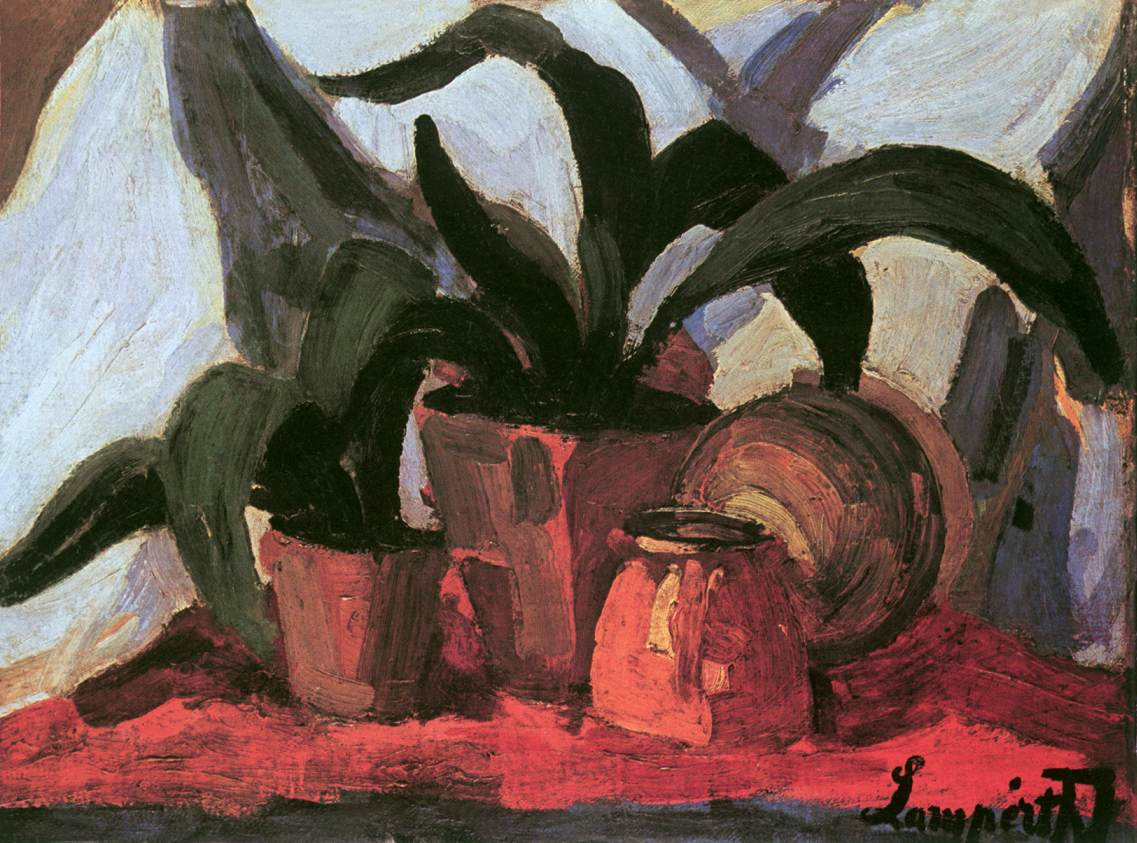
Növénycsendélet (1910-11)
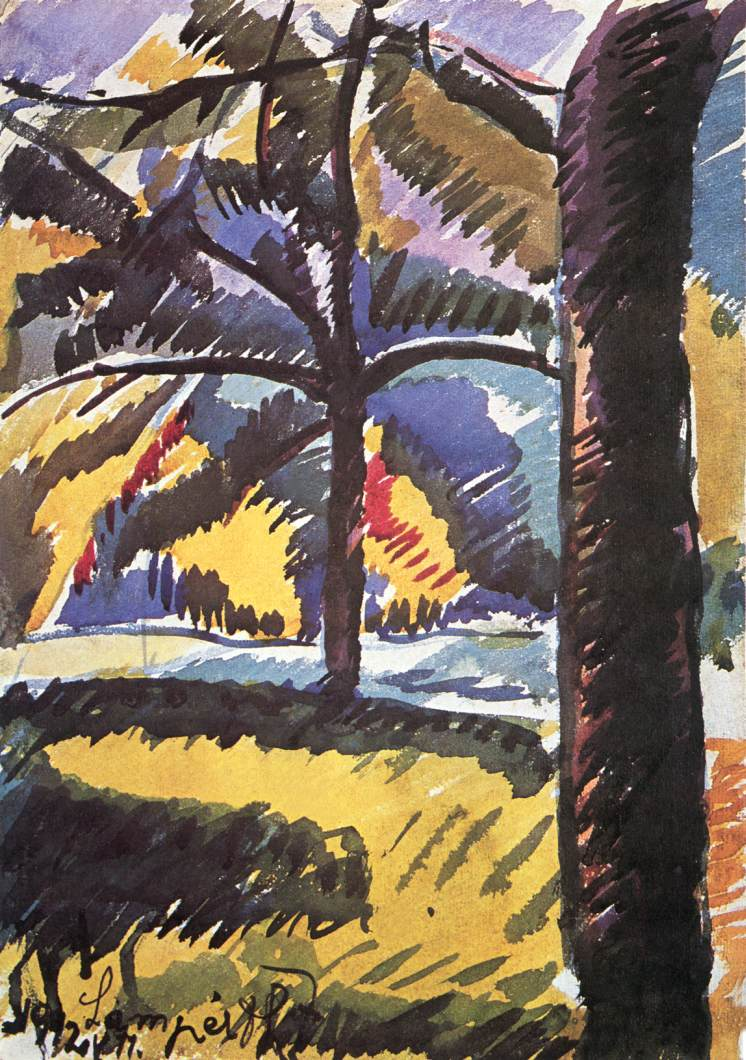
Városliget (1912)
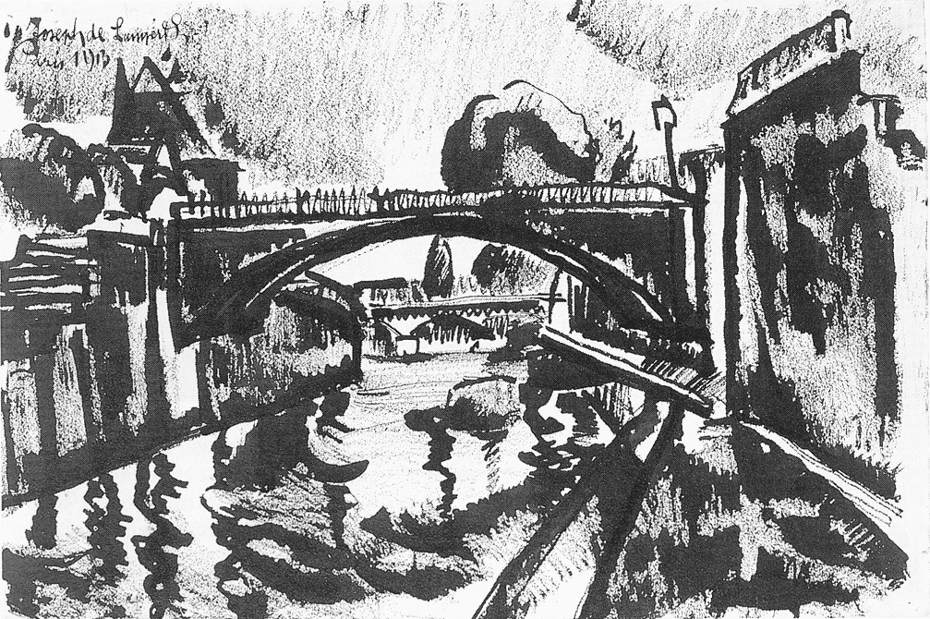
Hidak a Szajnán (1913)
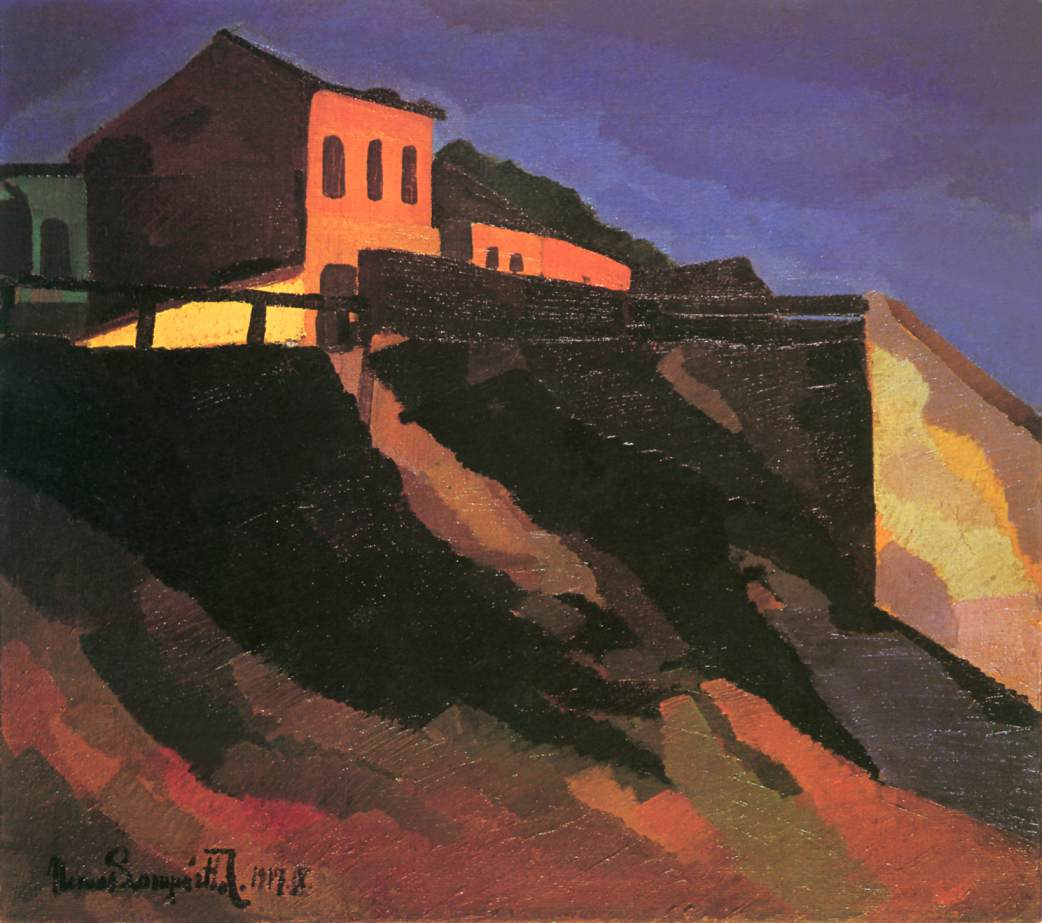
Tájkép (Horgony utcai részlet, 1917)
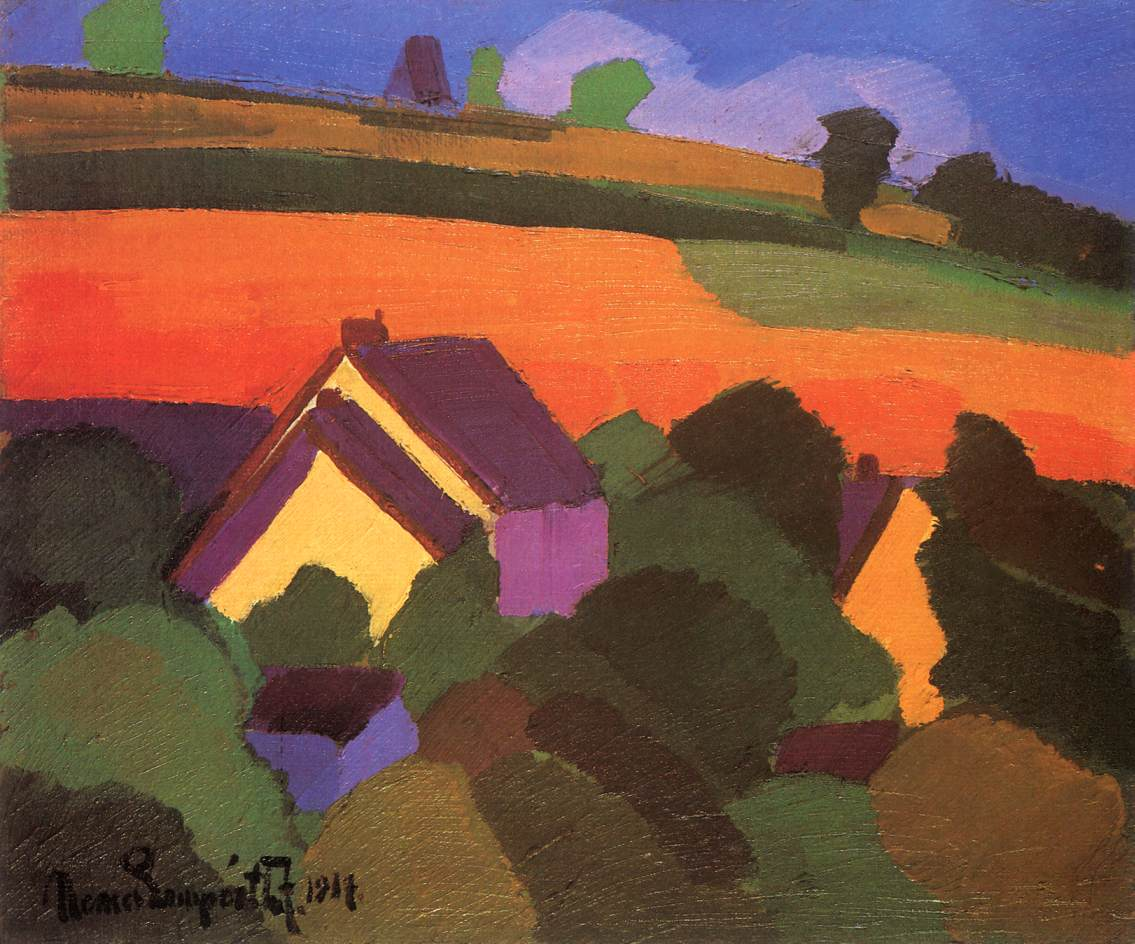
Tájkép (1917)
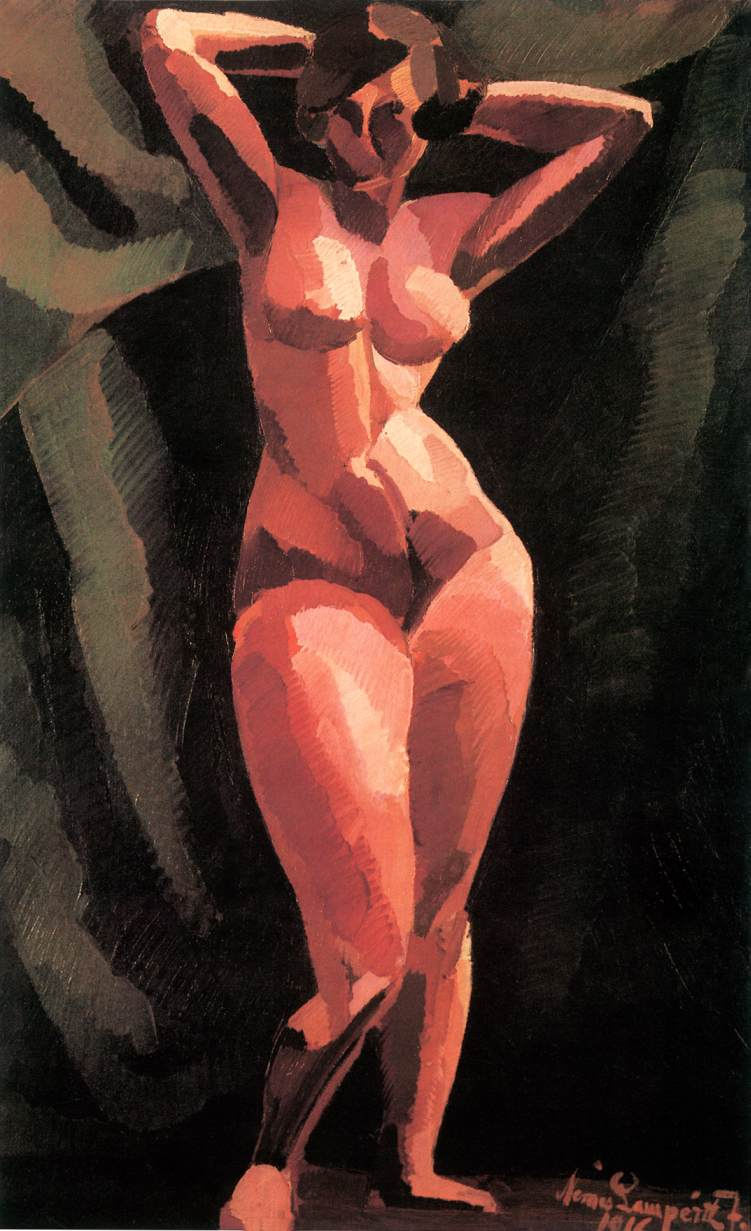
Akt szemben (1916)
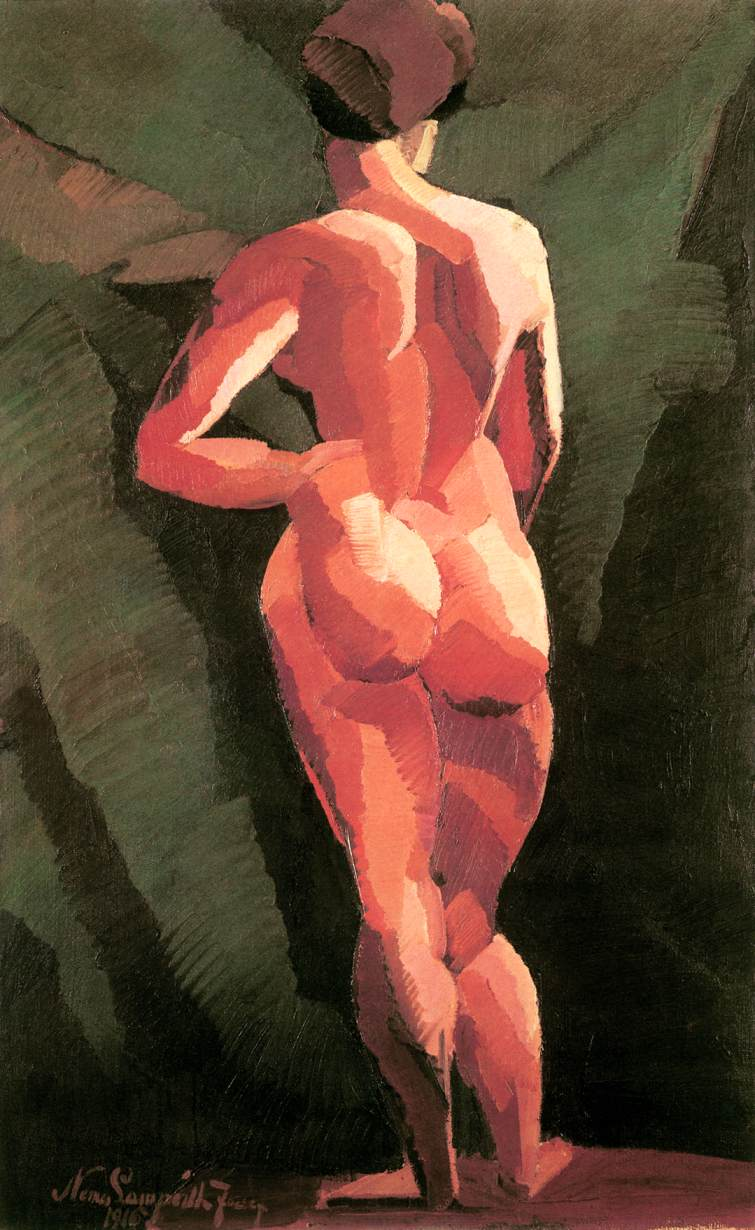
Női hátakt (1916)
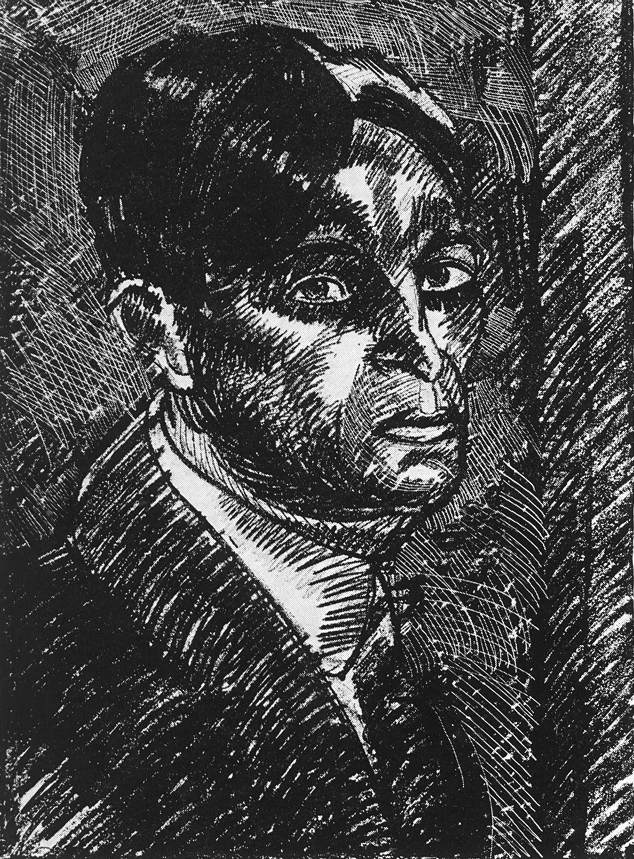
Önarcképe (1920)
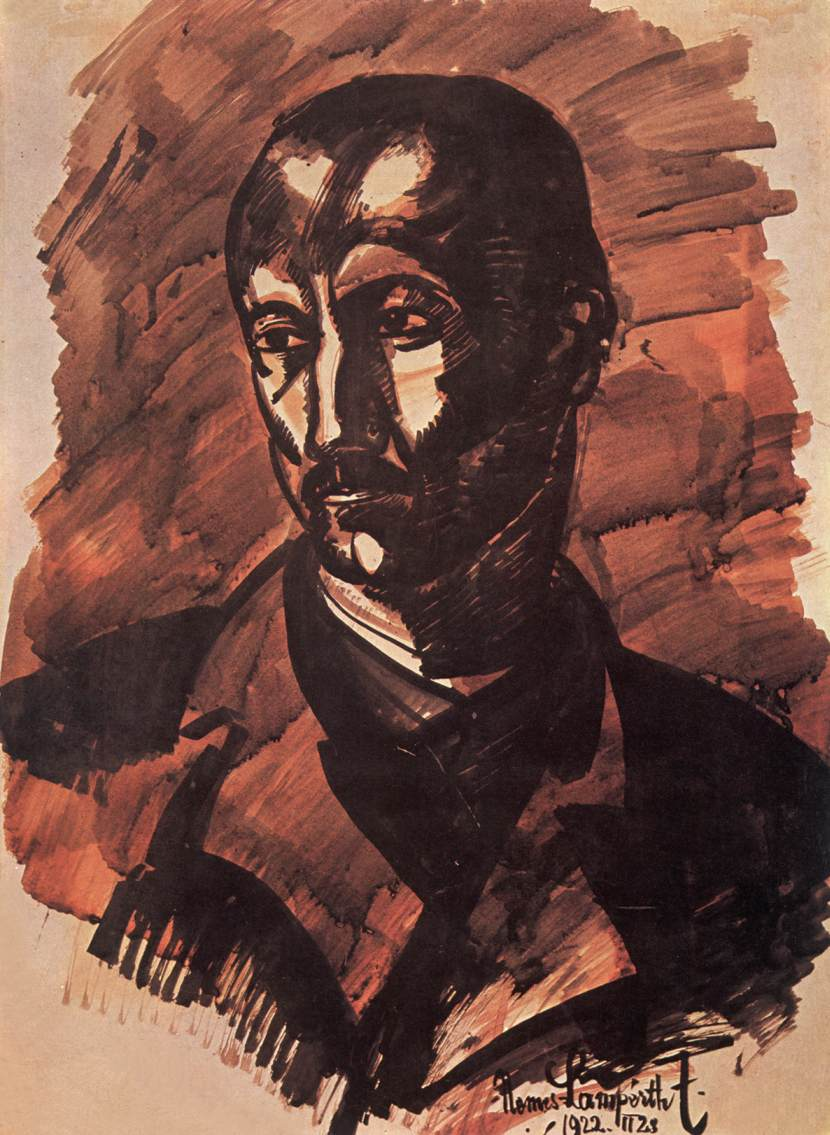
Egy férfi arcképe (1922)

## Ismertebb művei

### Festményei
- Növénycsendélet (1910-11) (olaj, vászon, 68,5 x 94 cm ; MNG)
- Önarckép (1911) (olaj, vászon, 75 x 60 cm ; MNG)
- Városligeti részlet (1912) (akvarell, papír, 40 x 28 cm ; Kiscelli Múzeum, Budapest)
- Városligeti fák (1912) (olaj, vászon, 90 x 95 cm ; magántulajdonban)
- A ravatal (1912) (olaj, vászon, 87,5 x 85 cm ; MNG)
- Szemben álló női akt (1916) (olaj, vászon, 130 x 78 cm ; MNG)
- Háttal álló női akt (1916) (olaj, vászon, 130 x 78 cm ; MNG, Budapest)
- Tájkép (1917) (olaj, vászon, 54 x 65 cm ; JPM, Pécs)
- Tabáni részlet (1916) (olaj, vászon, 76 x 101 cm ; JPM, Pécs)

### Grafikái
- Hidak a Szajnán (1913) (tus, papír 33 x 50 cm ; MNG)
- Párizsi részlet Szajna-híddal (tus, papír, 72 x 102 ; (1913)
- Kassák Lajos portréja (1917) (fekete tus, papír, 60 x 47 cm ; Kassák Lajos Emlékmúzeum, Budapest)
- Be! (Be a vörös hadseregbe!) (Plakát Kmetty Jánossal). (1919)
- Önarckép (1920) (540 x 410 mm ; MNG)
- Férfiarckép (1922) (fekete és barna tus, papír, 60 x 40 cm ; MNG)